# Krupa na Uni
Krupa na Uni (en serbe cryillique : Крупа на Уни) est une municipalité de Bosnie-Herzégovine située dans la république serbe de Bosnie. Selon les premiers résultats du recensement bosnien de 2013, elle compte 1 687 habitants.
Le centre administratif de la municipalité est le village de Donji Dubovik.

## Géographie
La municipalité de Krupa na Uni est entourée par celles de Bosanska Krupa au sud et à l'ouest, de Novi Grad au nord et d'Oštra Luka à l'est. Elle est située dans la région de la Bosanska Krajina.

## Histoire
Avant la guerre de Bosnie, Krupa na Uni faisait partie de la municipalité de Bosanska Krupa. À la suite des accords de Dayton en 1995, la municipalité a été créée et intégrée à la république serbe de Bosnie, le reste de l'ancienne municipalité d'avant-guerre de Bosanska Krupa se trouvant dans la fédération de Bosnie-et-Herzégovine.

## Localités

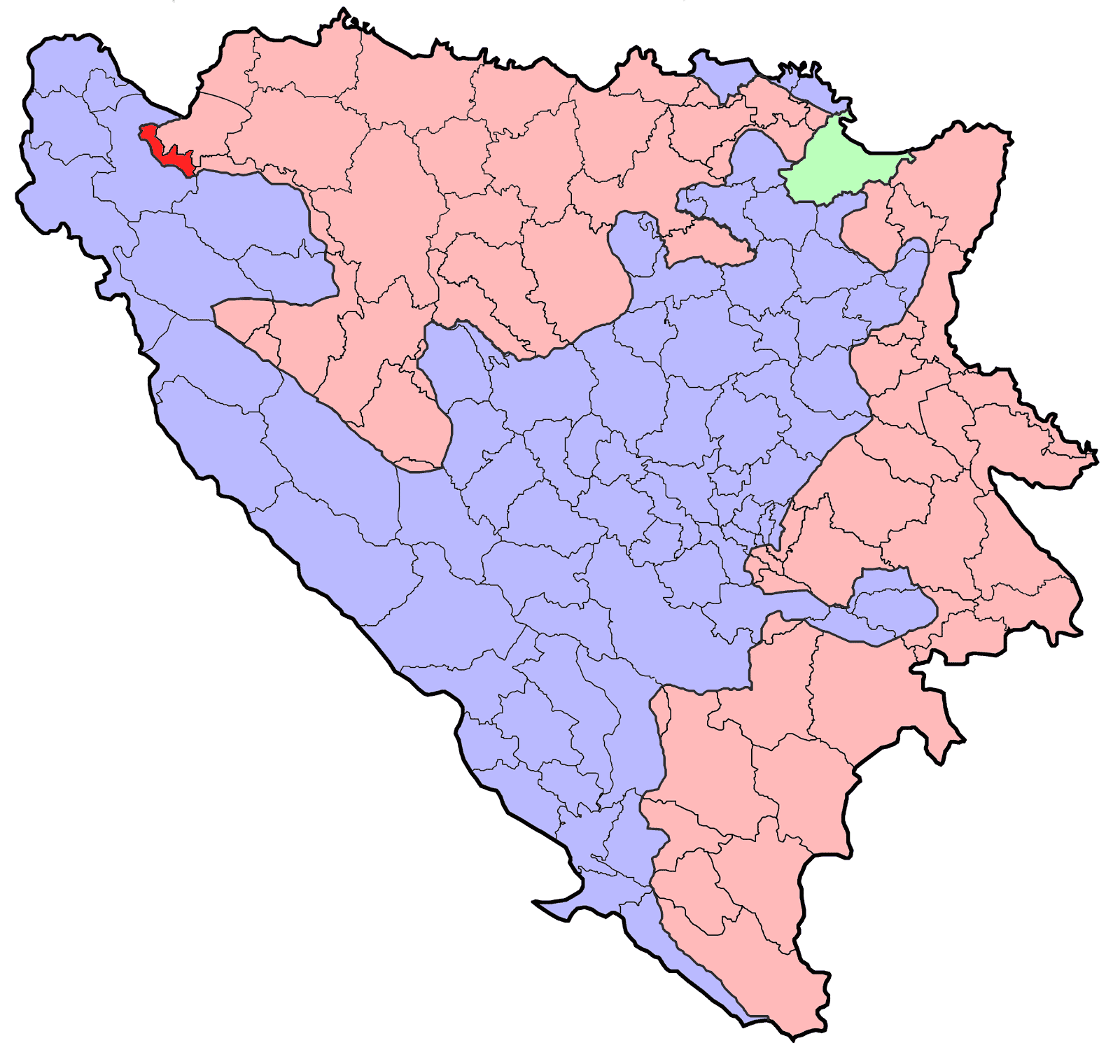
Localisation de la municipalité de Krupa na Uni en Bosnie-Herzégovine

La municipalité de Krupa na Uni compte 12 localités :
- Donji Dubovik
- Donji Petrovići
- Gornji Bušević
- Hašani
- Mali Dubovik
- Osredak
- Otoka
- Potkalinje
- Srednji Bušević
- Srednji Dubovik
- Srednji Petrovići
- Veliki Dubovik

## Politique
À la suite des élections locales de 2012, les 13 sièges de l'assemblée municipale se répartissaient de la manière suivante :
| Parti                                               | Sièges |
| --------------------------------------------------- | ------ |
| Parti démocratique serbe (SDS)                      | 5      |
| Alliance démocratique nationale (DNS)               | 5      |
| Alliance des sociaux-démocrates indépendants (SNSD) | 1      |
| Parti démocratique national (NDS)                   | 1      |
| Parti du progrès démocratique (PDP)                 | 1      |

Gojko Kličković, membre du Parti démocratique serbe (DNS), a été élu maire de la municipalité.